# Onthophagus cyclographus
Onthophagus cyclographus är en skalbaggsart som beskrevs av Bates 1887. Onthophagus cyclographus ingår i släktet Onthophagus och familjen bladhorningar. Inga underarter finns listade i Catalogue of Life.